# Liste der Kulturgüter in Seuzach
Die Liste der Kulturgüter in Seuzach enthält alle Objekte in der Gemeinde Seuzach im Kanton Zürich, die gemäss der Haager Konvention zum Schutz von Kulturgut bei bewaffneten Konflikten, dem Bundesgesetz vom 20. Juni 2014 über den Schutz der Kulturgüter bei bewaffneten Konflikten sowie der Verordnung vom 29. Oktober 2014 über den Schutz der Kulturgüter bei bewaffneten Konflikten unter Schutz stehen.
Objekte der Kategorie A sind im Gemeindegebiet nicht ausgewiesen, Objekte der Kategorie B sind vollständig in der Liste enthalten, Objekte der Kategorie C fehlen zurzeit (Stand: 1. Januar 2022). Unter übrige Baudenkmäler sind weitere geschützte Objekte zu finden, die im Verzeichnis der Objekte von überkommunaler Bedeutung der kantonalen Denkmalpflege zu finden und nicht bereits in der Liste der Kulturgüter enthalten sind.

## Kulturgüter
| Foto |                                                                              | Objekt                                                             | Kat. | Typ | Standort                                        | Beschreibung |
| ---- | ---------------------------------------------------------------------------- | ------------------------------------------------------------------ | ---- | --- | ----------------------------------------------- | ------------ |
| ja   | Datei hochladen · Wikidata zu Reformierte Kirche Seuzach (Q29933099)         | Reformierte Kirche mit Pfarrhaus und Schopf KGS-Nr.: 12670         | B    | G   | Kirchgasse 27, 17 696944 / 265547               |              |
| BW   | Datei hochladen · Wikidata zu Wohnhaus, ehemaliges Untervogthaus (Q29933101) | Ehemaliges Untervogtshaus mit Waschhaus und Brunnen KGS-Nr.: 12681 | B    | G   | Ober-Ohringen, Trottenstrasse 6 695755 / 264905 |              |

## Übrige Baudenkmäler
| ID              | Foto |                 | Objekt                                    | Kat.   | Typ | Standort                                                | Beschreibung |
| --------------- | ---- | --------------- | ----------------------------------------- | ------ | --- | ------------------------------------------------------- | ------------ |
| 22700056        |      | Datei hochladen | Bauernhaus                                | C      | G   | Winterthurerstrasse 26 697143 / 265620                  |              |
| 22700297        |      | Datei hochladen | Pfarrhausschopf                           | B reg. | G   | bei Kirchgasse 17 696990 / 265572                       |              |
| 22700299        | ja   | Datei hochladen | Reformiertes Pfarrhaus                    | B reg. | G   | Kirchgasse 17 696978 / 265552                           |              |
| 22700301        |      | Datei hochladen | Alte Schmiede                             | C      | G   | Kirchgasse 19 696979 / 265595                           |              |
| 22700309        |      | Datei hochladen | Altes Messmerhaus, Gebäudeteil 2          | C      | G   | Kirchgasse 23 696953 / 265584                           |              |
| 22701127        |      | Datei hochladen | Neuer Kindergarten Schneckenwiesen        | B reg. | G   | Reutlingerstrasse 15 697312 / 265683                    |              |
| 22701153        |      | Datei hochladen | Ehemaliges Bauernhaus, Hausteil 1         | C      | G   | Alte Poststrasse 27 697134 / 266062                     |              |
| 22701297        |      | Datei hochladen | Ehemalige Grosse Trotte                   | C      | G   | Haselweg 6 697214 / 266522                              |              |
| 22701367        |      | Datei hochladen | Neuer Kindergarten, Gerätehaus            | B reg. | G   | bei Reutlingerstrasse 15 697313 / 265658                |              |
| 22701430        |      | Datei hochladen | Bauernhaus                                | C      | G   | Steinbühlstrasse 119–121 696698 / 265312                |              |
| 22701748        |      | Datei hochladen | Ehemaliges Bauernhaus                     | C      | G   | Unter-Ohringen, Ohringerstrasse 124/126 696042 / 265645 |              |
| 22701756        |      | Datei hochladen | Speicher                                  | C      | G   | Unter-Ohringen, bei Ohringerstrasse 126 696030 / 265644 |              |
| 22701772        |      | Datei hochladen | Schlössli Seuzach, Herrschaftshaus        | B reg. | G   | Unter-Ohringen, Ohringerstrasse 130 695981 / 265654     |              |
| 22701774        |      | Datei hochladen | Schlössli Seuzach, Ökonomiegebäude        | B reg. | G   | Unter-Ohringen, Ohringerstrasse 130A 695985 / 265673    |              |
| 22701974        |      | Datei hochladen | Ehemalige Untervogtei, Waschhaus / Schopf | B reg. | G   | Ober-Ohringen, bei Trottenstrasse 6 695755 / 264905     |              |
| 22702450        |      | Datei hochladen | Bahnhof Seuzach, Aufnahmegebäude          | B reg. | G   | Stationsstrasse 53 697900 / 265810                      |              |
| 227BRUNNEN01972 |      | Datei hochladen | Ehemalige Untervogtei, Brunnen            | B reg. | K   | Ober-Ohringen, bei Trottenstrasse 6 695760 / 264894     |              |

Legende: Im Wesentlichen siehe Legende der Liste der Kulturgüter von nationaler und regionaler Bedeutung, mit folgenden Ausnahmen:
- Anstelle der KGS-Nummer wird als Objekt-Identifikator (ID) die Inventarnummer im Verzeichnis der Objekte von überkommunaler Bedeutung des kantonalen Denkmalschutzamtes verwendet.
- Bei den Kategorien wird wie folgt unterschieden: B kant. = Objekt von kantonaler Bedeutung (Kanton Zürich); B reg. = Objekt von regionaler Bedeutung (Kanton Zürich).